# The Shirelles
The Shirelles fue un grupo de chicas estadounidense formado en Passaic, Nueva Jersey en 1957. Famoso por sus canciones de estilo doo wop y rhythm and blues, y logrando popularidad a inicios de los años 60, el grupo estaba conformado por las compañeras de clase Shirley Owens (Shirley Alston Reeves), Doris Coley (Doris Kenner-Jackson), Addie "Micki" Harris (Addie Harris McFadden) y Beverly Lee. 
Creado para un concurso de talentos escolares, las vocalistas formaron un cuarteto que se convirtió, junto a Martha and the Vandellas, en el primer girl group realmente popular. The Shirelles firmaron un contrato con Tiara Records y su primer sencillo, "I Met Him on a Sunday", fue licenciado por Decca Records en 1958. Después de un breve período sin éxito con Decca, se acercaron a Florence Greenberg a su recién formada compañía, Sceptre Records. Trabajando con Luther Dixon, el grupo saltó a la fama con "Tonight's the Night". Durante este período de colaboración con Dixon y la promoción de Sceptre, The Shirelles tuvieron siete éxitos en el top veinte. El grupo dejó Sceptre en 1966 y continuó activo hasta 1982.
La banda ganó en popularidad, sobre todo gracias a unas composiciones pegadizas, al efecto de la publicidad y a un estilo juvenil fresco y a la inocencia que las rodeaba. Se ha descrito que las Shirelles tienen un "sonido de colegiala ingenua" que contrasta con los temas sexuales de muchas de sus canciones. Varios de sus éxitos usaban cuerdas y música de estilo baião. Sus mayores éxitos fueron "I Met Him on a Sunday", "Will You Still Love Me Tomorrow", "Mama Said", "Soldier Boy" y "Foolish Little Girl". Se les atribuye el lanzamiento del género de grupos de chicas, y gran parte de su música refleja la esencia del género. Se ha observado que su aceptación por parte de audiencias blancas y negras, anterior a los actos de Motown, refleja el éxito inicial del Movimiento por los Derechos Civiles en Estados Unidos.

## Éxitos
Este grupo tuvo varios número uno de acuerdo a las listas de Billboard. "Will You Still Love Me Tomorrow" melodía compuesta por Carole King, le dio su primer número uno en el año 1961. "Soldier Boy" le dio en el mes de mayo de 1962, su segundo número uno. Esta canción se escucha de fondo musical en la película Nacido el 4 de julio, protagonizada por Tom Cruise, y en la película Police Academy con Steve Guttenberg.
En 1996 el grupo fue incluido en el Salón de la Fama del Rock and Roll. La revista Rolling Stone ubicó al grupo en el puesto 76 de la lista de los 100 mejores artistas de todos los tiempos. En 2002 fueron incluidas en el Salón de la Fama de los Grupos Vocales.

## Integrantes
- Doris Coley - vocalista
- Addie Harris - vocalista
- Beverley Lee - vocalista
- Shirley Owens - vocalista

## Discografía
- Tonight's the Night (1961)
- A Shirelles & King Curtis Give a Twist Party (1962)
- Baby It's You (1962)
- Give a Twist Party (1962)
- The Shirelles Sing to Trumpets & Strings (1963)
- Foolish Little Girl (1963)
- The Shirelles Sing the Golden Oldies (1964)
- Orig. Motor Town Revue (en vivo) (1964)
- Spontaneous Combustion (1967)
- Remember When (1969)
- Eternally Soul (1970)
- Happy in Love (1971)
- It's a Mad, Mad, Mad, Mad, World (1972)
- The Shirelles (1972)
- Let's Give Each (1976)